# 亚历山德罗·沙费纳

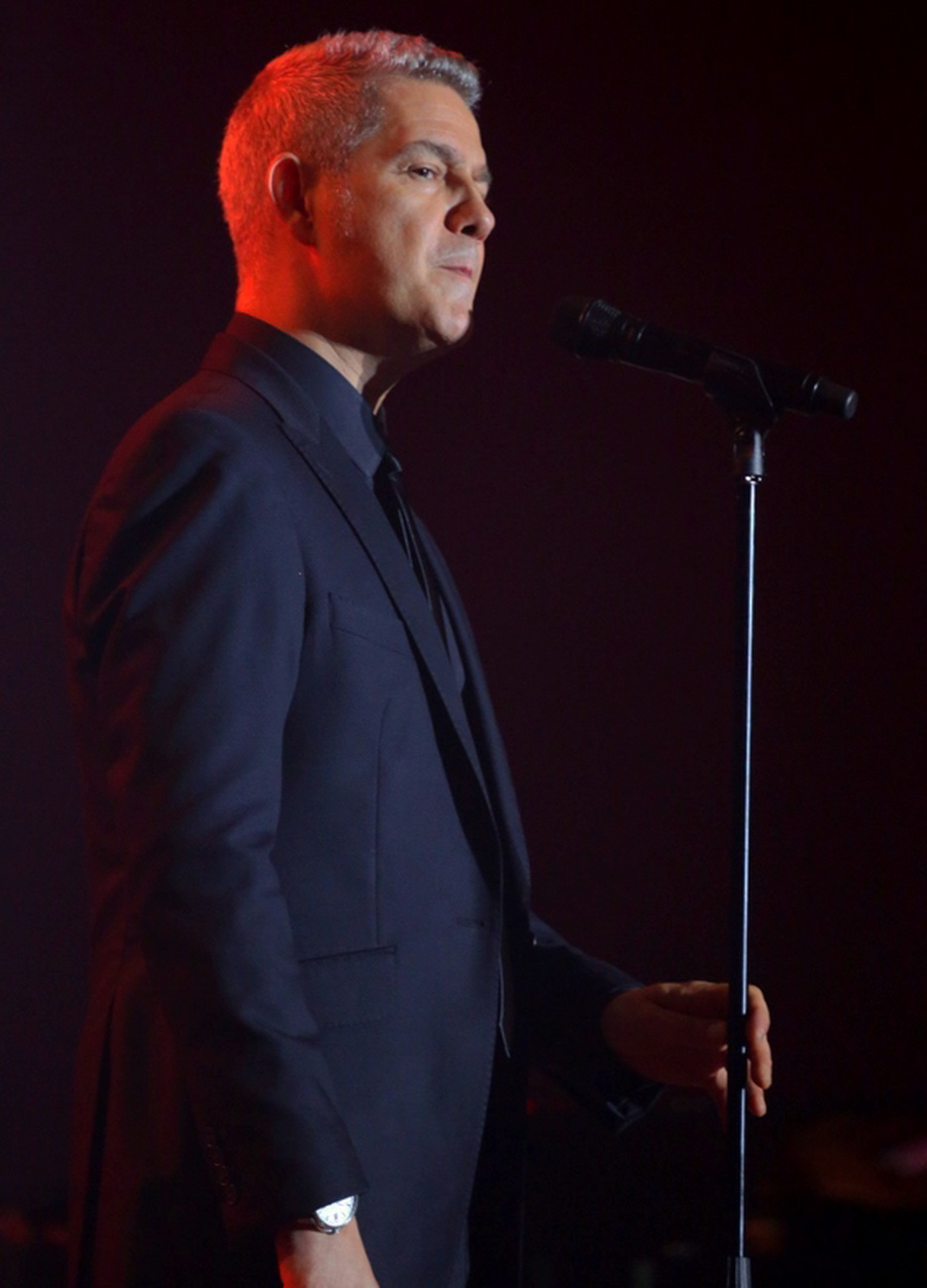

亚历山德罗·沙费纳（義大利語：Alessandro Safina，1963年10月14日—），是意大利的歌剧演员、古典跨流行男高音。出生于意大利托斯卡纳的锡耶纳（Siena）。曾于韩国电视连续剧《大長今》原声带中演唱《何茫然》。

## CD专辑
- 《一路上有你Insieme A Te》（2001）
- 《给你的歌Musica Di Te》（2003）
- 《梦寐以求Sognami》（2007）

## DVD
- 《只有你意大利现场实况Only You Live In Italy》

## 外部連結
- 沙费纳官方网站